# Dhimitër Beratti
Dhimitër Beratti, född 1896, död 1970, var en albansk politiker.
Han var en av undertecknarna av Albaniens självständighetsdeklaration (Vloraproklamationen) och blev statssekreterare vid utrikesdepartementet. Han var redaktör för Përlindj'e Shqipënies (på svenska Albaniens återfödelse) mellan 1913 och 1914, som var en röst för landets tillfälliga regering, ägnad åt att "försvara de nationella rättigheterna". Under första världskriget bodde han i Bukarest och var därefter sekreterare för den albanska delegationen vid fredskonferensen i Paris 1919-1921. Under sin vistelse i Frankrike författade han en 69 sidig bok på engelska. Albania and the Albanians, och en liknande på franska, La question albanaise, bägge år 1920, vars syfte var att marknadsföra och försvara albanernas sak. 1923 var han åter aktiv i utrikesdepartementet och var en av medlemmarna av Internationella gränskommissionen. 1934 utnämndes han till ekonomiminister. Under den fascistiska ockupationstiden var han utbildningsminister. Han fick fly efter krigets slut och dog i en trafikolycka 1970.

### Fotnoter
1. 1 2  Katalog der Deutschen Nationalbibliothek, Deutsche Nationalbibliotheks katalog-id-nummer: 1062926234, läst: 30 maj 2020.[källa från Wikidata]